# Фламандска общност в Белгия
Фламандската общност в Белгия (на нидерландски: Vlaamse Gemeenschap; на френски: Communauté flamande) е една от трите официални общности в Белгия, наред с Френската и Немскоезичната. Общностите в Белгия са институции, а не групи от хора или териториални единици. Те имат собствен парламент, правителство и администрация.